# Mode 1775–1795

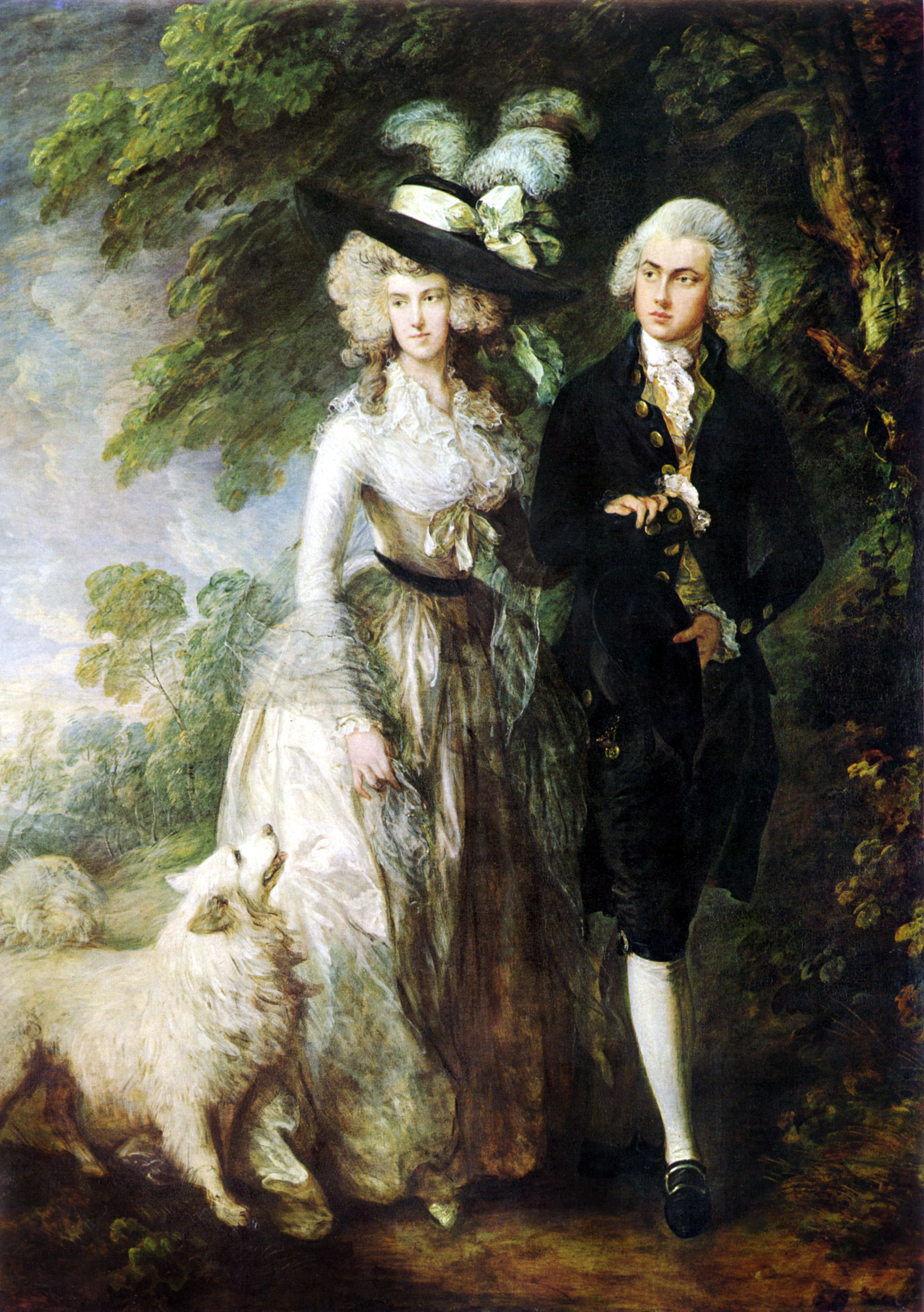
Thomas Gainsborough, The Morning Walk (portrait of Mr and Mrs William Hallett), 1785

Mode 1775–1795 syftar på modet i Europa under perioden mellan 1775 och 1795. Under denna tidsperiod var mode ett västerländskt fenomen, eftersom klädedräkten i andra delar av världen då utgjordes av en etnisk och kulturell klädedräkt som inte genomgick förändringar efter modets växlingar på det sätt som skedde i Europa. 

## Allmänt
Rokokon avslutades under 1770-talet, som också var årtiondet med det mest extrema modet. Då gällde höga pudrade frisyrer för både män och kvinnor, och detta var det sista decennium den dekorerade Robe à la française var modern. Under 1780-talet fick klassicismen sitt genombrott. Klassicismen var inspirerad av antiken men också av det förenklade engelska lantmodet; klassicismen kom att påverka dammodet, medan herrmodet påverkades av det engelska lantmodet. Pastellfärgerna började gradvis fasas ut under 1780-talet och ersättas av starkare färger, som blått och rött, kombinerat med vitt. 
Från och med 1780-talet började mans- och kvinnodräkten också bli alltmer könspräglad än tidigare, då olika färger, material och stilar ansågs passande för män respektive kvinnor. Under 1780-talet blev vitt den mest moderna färgen, nu i kombination med starkare färger som rött, marinblått, svart och brunt. Det var först under 1780-talet en större könsskillnad började märkas, då kvinnor oftare bar vitt och män oftare mörka färger, kanske till en del på grund av den extremt populära chemiseklänningen som skulle vara vit. 
Under 1780-talet, då rokokon började övergå i klassicism, började sminket se alltmer naturligt ut för att till sist inte vara menat att synas.

## Barnmode
Fram till 1780-talet hade barn blivit klädda på samma sätt som vuxna. Både flickor och pojkar kläddes som vuxna kvinnor fram till ungefär sex eller sju års ålder, med både kjolar och snörliv. Bakgrunden var att det var lättare att hålla småbarn, som ännu inte lärt sig att gå på toaletten, rena om de bar kjol, medan snörliv uppfattades som nödvändig för alla barn eftersom man vid denna tid trodde att ett barns skelett var så mjukt att det behövde stöd. Åldern för när pojkar slutade bära kjol och snörliv skiftade, men vanligen bar de kjol till åtminstone sex-sju års ålder. Därefter slutade pojkar kläs som vuxna kvinnor och började istället kläs som vuxna män. 
Under 1780-talet hade nya idéer om barndomen som en idealiserad ålder börjat slå igenom, samtidigt som även vuxnas kläder började bli mer naturliga och bekväma. Detta var idéer som utgjorde bakgrunden till att specifika barnkläder började utvecklas. På 1780-talet började pojkar att kläs i en typ av tygoverall som på engelska kallades skeleton suit. Samtidigt började flickor kläs i en version av vuxna kvinnors chemiseklänning, en lös linneklänning med skärp om midjan. Det var en typ av kläder som gjorde det lättare för barnet att röra sig och leva det naturliga liv med lekar som man vid denna tid började uppfatta som den ideala barndomen, och de utvecklades till vad man kom att se som typiska barnkläder.

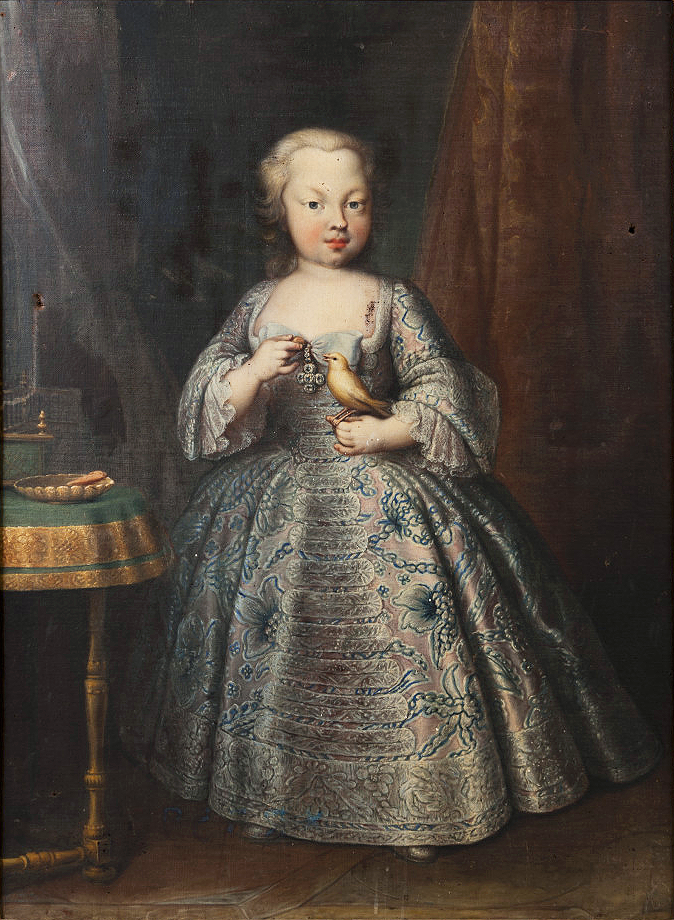
Maria Felicita av Savoyen som barn, av Racconigi.
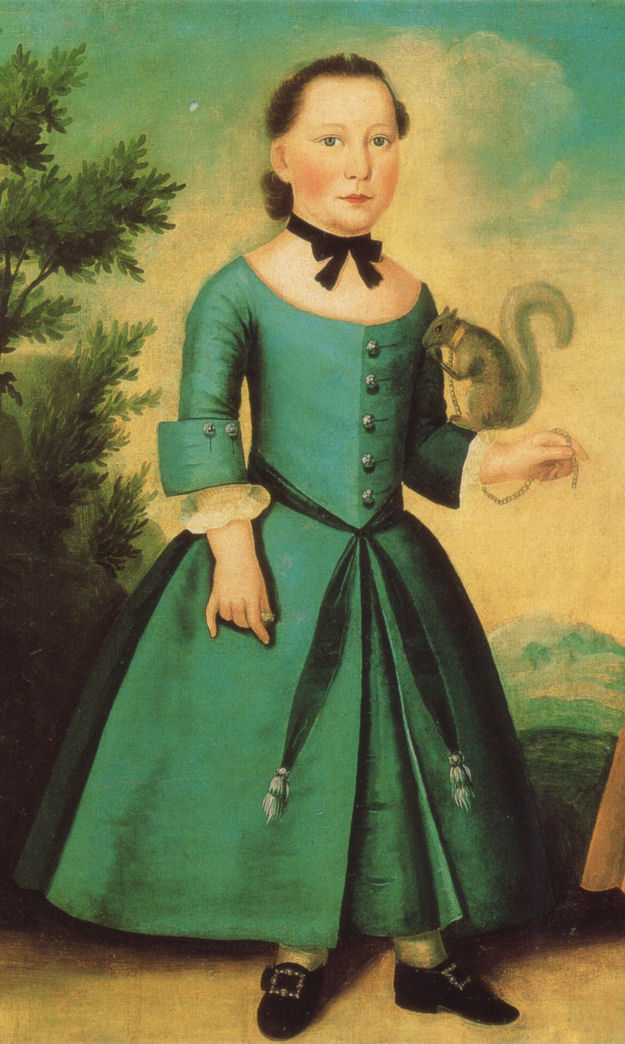
Badger attributed Two Children, detalj med pojke.
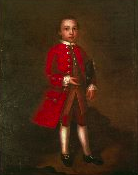
Thomas Dawes cirka 1764, av Joseph Badger Harvard.
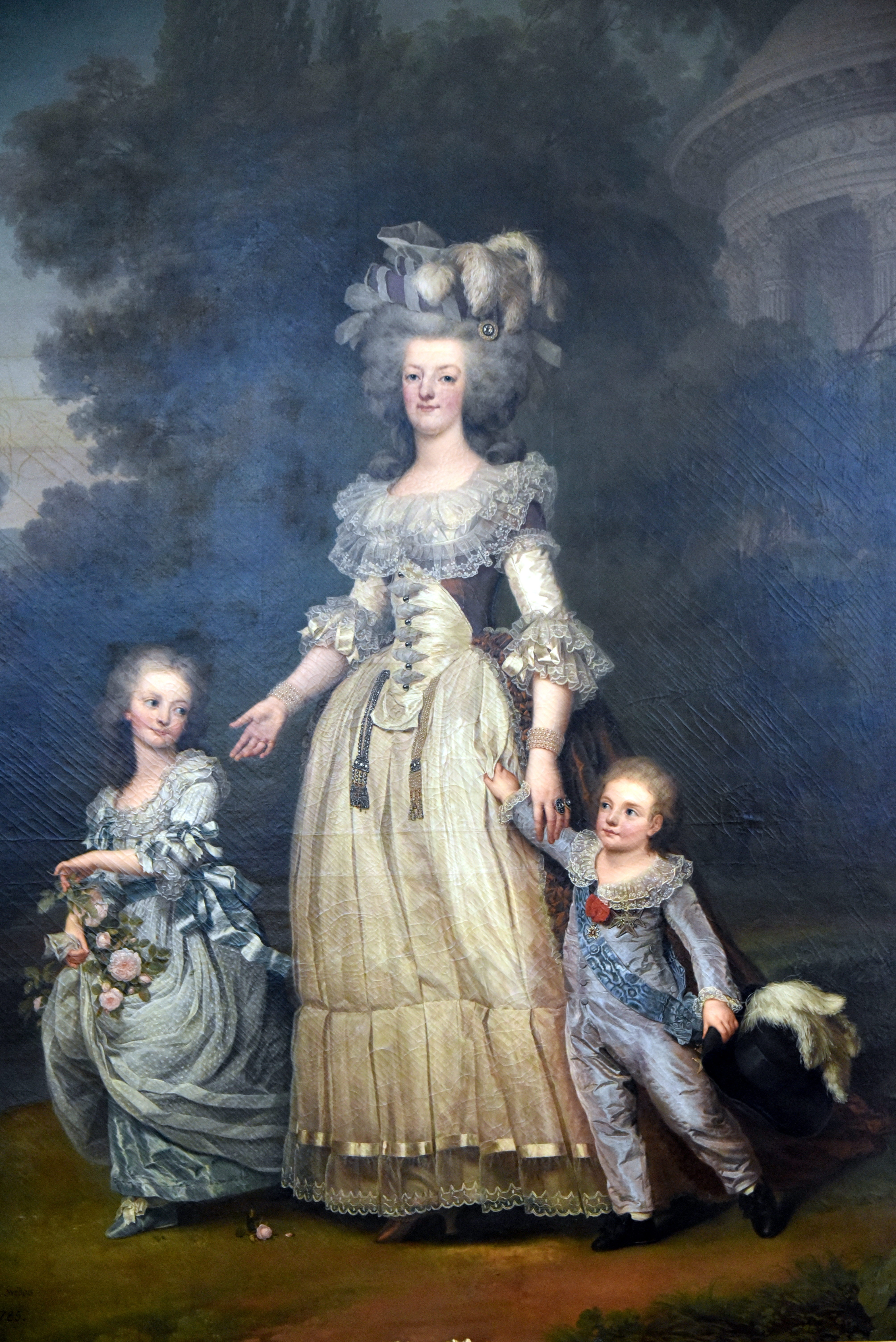
Marie Antoinette och hennes barn, 1785. Hennes dotter bär en lös chemiseklänning med skärp och hennes son en overall, en så kallad skeleton suit. Detta var nytt: ett särskilt mode för barn.
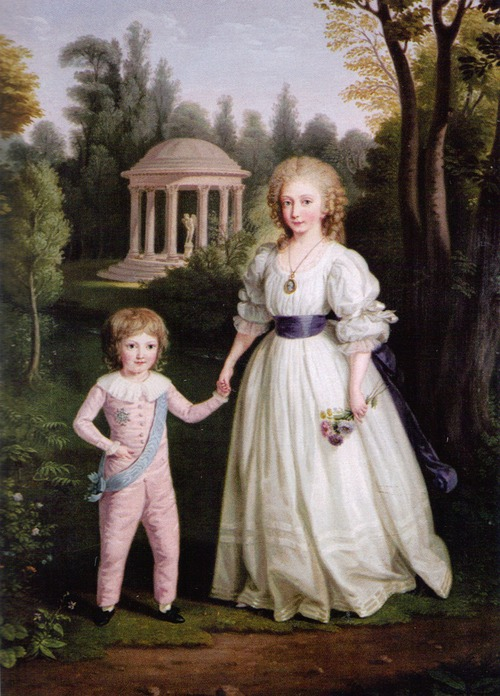
Marie Therese och Louis Charles, av Ludwig Guttenbrunn.
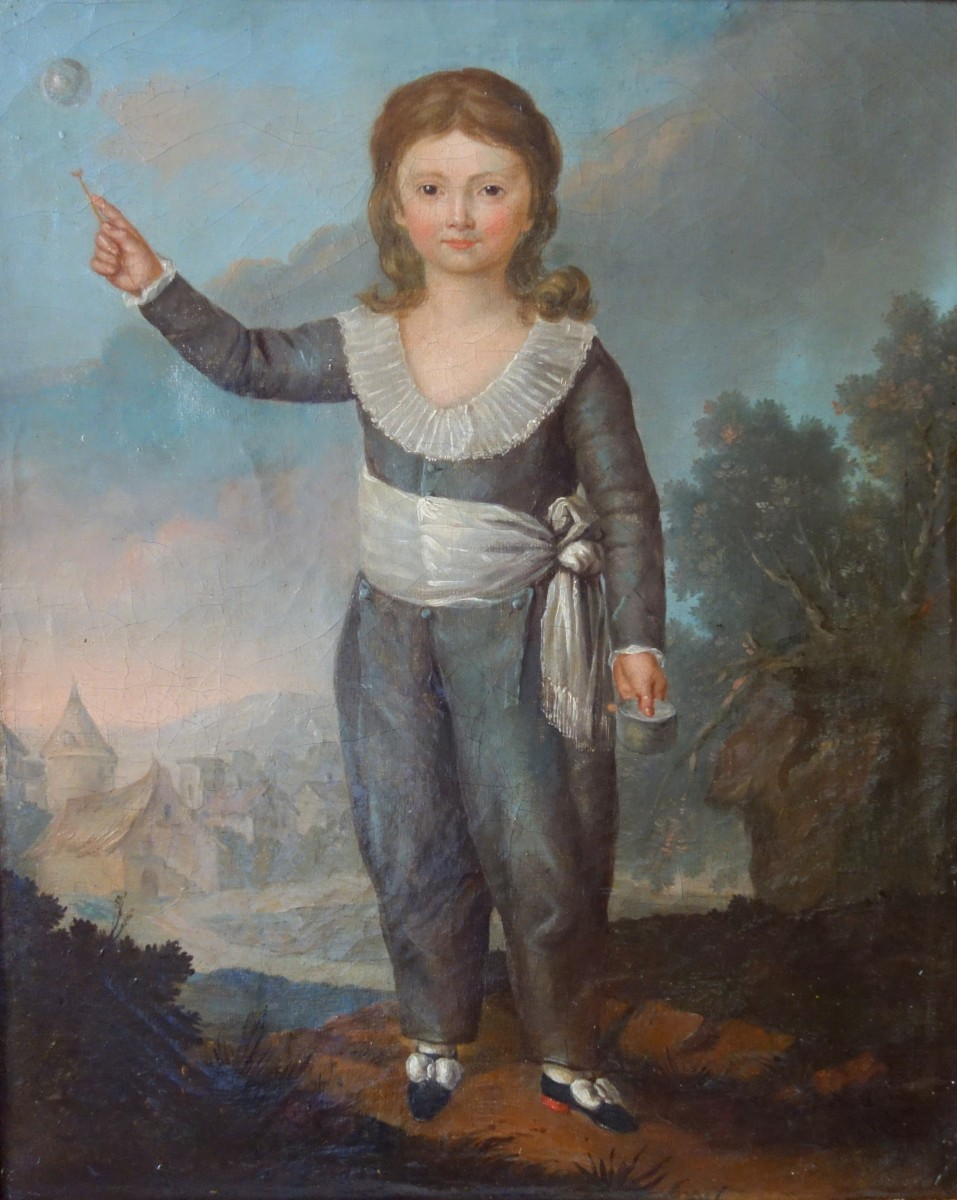
Porträtt av kronprinsen Louis-Joseph.

## Dammode

### Klädedräkt
Robe à la française var modern 1770-talet ut. Under 1770-talet var robe à la polonaise modern; den var en vidareutveckling av robe à la française, med draperad kjol, och rentav ännu mer dekorerad än robe à la française hade varit. Cirka 1780 försvann modellen slutligen från modet.
Vid sidan av robe à la française blev det engelska lantmodet, inspirerat av den engelska adelns lantliga godsliv, gradvis allt mer populärt; det associerades med det populära idealiserandet av naturlivet, känt som Arcadia. Det gjorde att den förenklade engelska klänningsmodellen, robe à l'anglaise, också gradvis blev mer populär. Cirka 1780 hade den enklare robe à l'anglaise blivit populär även i Frankrike och ersatt robe à la française. Samtidigt blev även styvkjolen, även i form av pocher, omodern, och den användes under 1780-talet enbart till hovdräkt. Däremot blev det populärt att bära en kudde på baksidan av kjolen för att få den att pösa ut som en turnyr. 
Under 1770-talet växte parallellt fram en klänningsmodell som fick sitt genombrott cirka 1780, kallad robe à la chemise. Denna var inspirerad av modet i Västindien, där de franska kvinnorna på grund av klimatet enbart bar en särk hemma till vardags. Robe à la chemise var helt enkelt en lös linnesärk med vida ärmar, med särk och ärmar kantade av en spetsvolang; den bars över den vanliga särken, snörlivet och underkjolen och bands ihop med ett brett färgat skärp om midjan. Eftersom den såg ut på samma sätt som den särk som bars som underkläder, ansågs chemiseklänningen skandalös, då bäraren visuellt uppfattades gå omkring i underkläderna. 
År 1783 lanserade Marie-Antoinette linneklänningen, en vit tunika som bands fast om midjan med ett brett skärp i mörkare färg. Detta fortsatte att vara högsta mode i tio års tid, och de pastellfärgade sidentygerna började försvinna. Chemiseklänningen slog igenom totalt och blev enormt populär under 1780-talet. Den konkurrerade ut alla andra klänningsmodeller både till fest och vardag, utom för tillfällen då man ansågs behöva se mer påklädd ut och då man istället bar en robe à l'anglaise. Dess enkelhet motsvarade det naturmode som slutgiltigt slog igenom i klädmodet under detta årtionde. Det motsvarade även den samtida vurmen för antiken, som ledde till att klassicismen avlöste rokokon under just 1780-talet. 
Från 1770 började det bli allt mer modernt att bära en jacka, en caraco eller brunswick, över kjol och snörliv. Denna jacka utvecklades ur den lösa kofta som redan tidigare varit populär till kjolen, men som då endast hade burits som hemmaklädsel eller som vardagsklädsel av kvinnor som inte tillhörde överklassen. 1770–1790 utvecklades dessa koftor till figursydda jackor, populära att bära offentligt som fashionabla plagg. 

### Hår och huvudbonad
Under 1770-talet förändrades hårmodet radikalt. Håret byggdes nu upp i höga frisyrer (pouf) prydda med olika typer av dekorationer. 
Efter 1780 ändrades modet igen, och pouffrisyrerna byggdes inte längre upp på höjden. Istället blev de vida och breda snarare än höga; de dekorerades inte heller längre, och hattar ersatte hårdekorationerna i popularitet. Under 1780-talet började pudrandet av håret gradvis minska.

### Bildgalleri

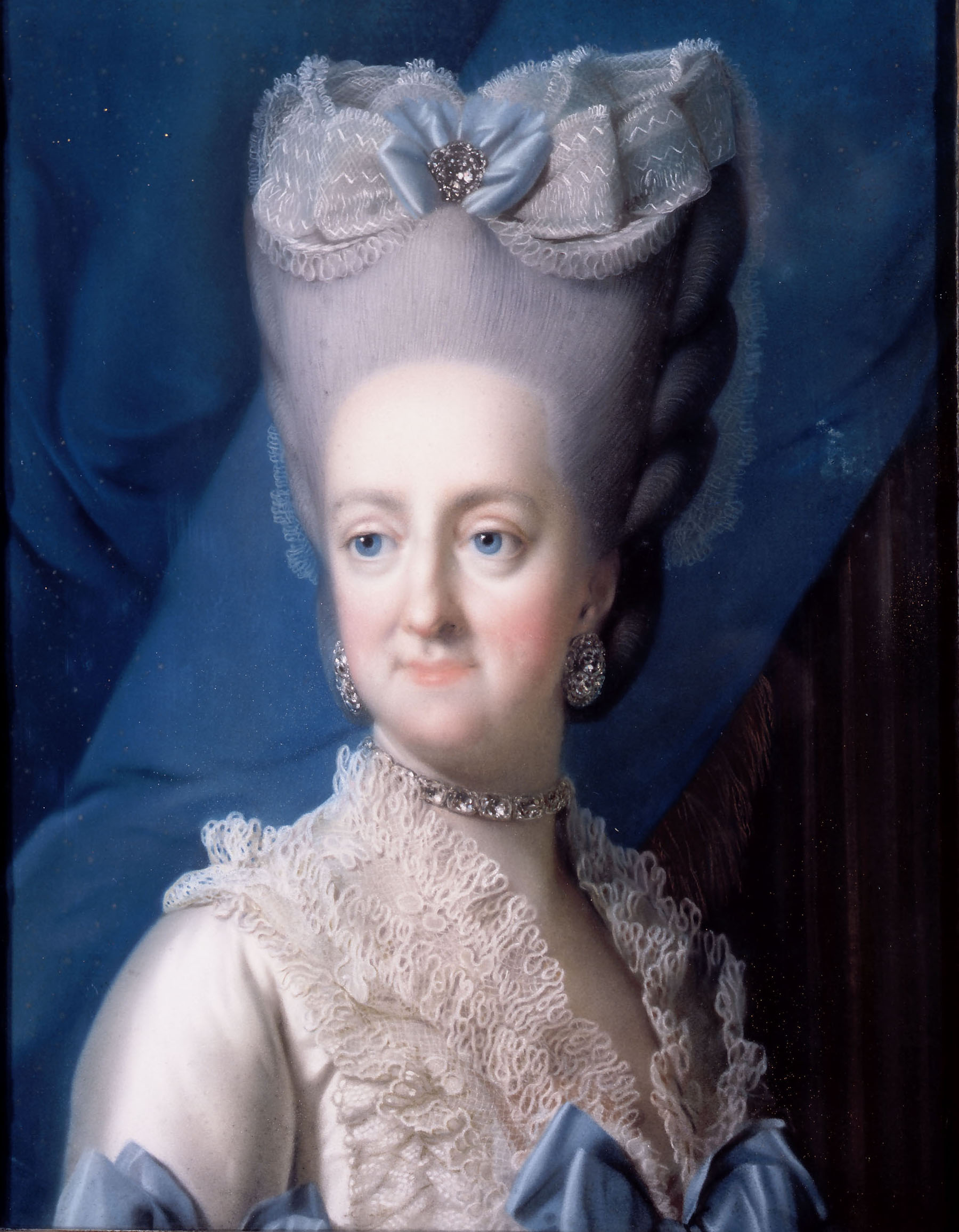
1770-talets typiska höga vitpudrade pouf-frisyr.
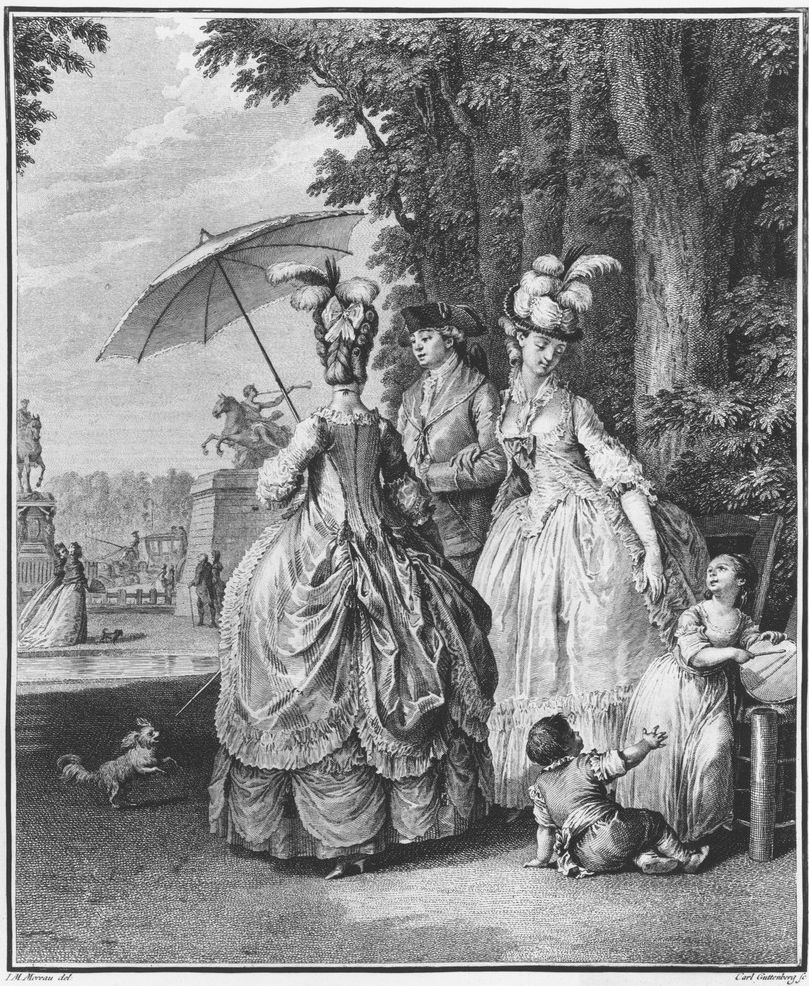
Robe à la polonaise.
1780-talet vida pouf-frisyr under typisk hatt, och en robe à l'anglaise-klänning.
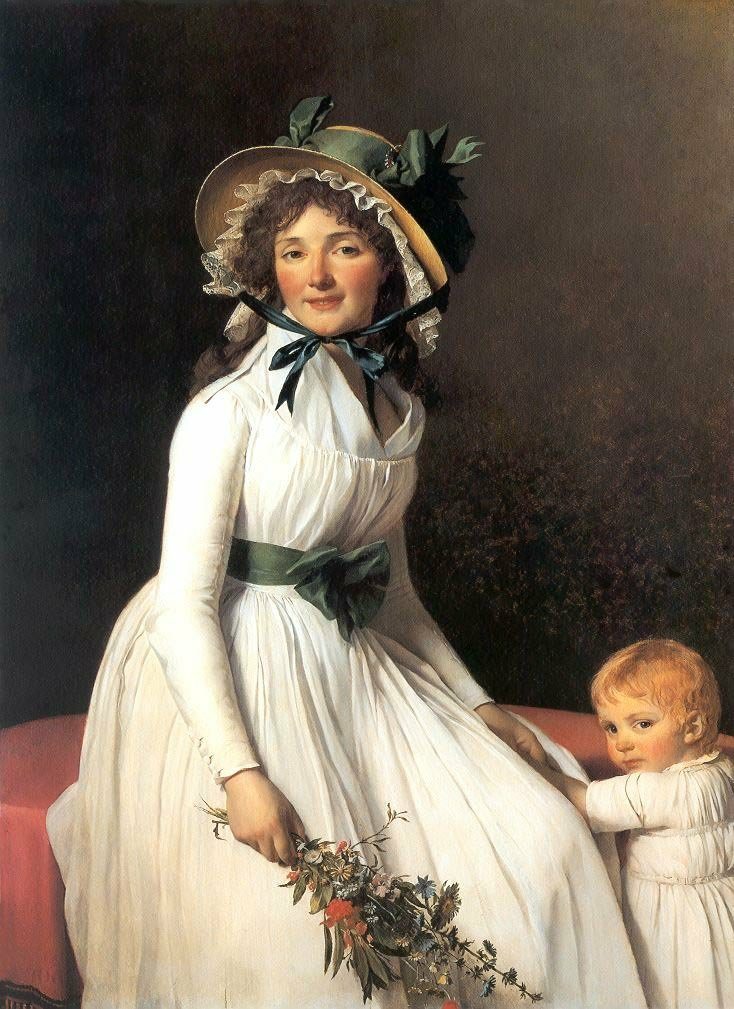
Den typiska vita linneklänningen robe la chemise, omknuten med ett band om midjan. Den blev modern på 1780-talet, till den typiska stråhatten. Skärpet knöts nu under bysten och midjan höll på att försvinna.

## Herrmode
Under 1780-talet, i samband med att kvinnodräkten blev alltmer antikinspirerad och mansdräkten började följa engelskt lantmode, började herrmode och dammode allt starkare skiljas åt visuellt. Medan kvinnor fortsatt gärna bar ljusa färger, särskilt vitt, blev mörkare färger ansedda som mer passande för män. 

### Klädedräkt
Under 1760- och 1770-talen minskade gradvis mansdräkten i storlek och slimmades av. Ärmarnas slag och manschetter krympte och slätades ut, skörten blev kortare och snävare och västen under rocken kortades av. 
Under 1770- och 1780-talen hade rocken skört endast på baksidan, ärmarna var naturligt långa och snäva och västen slutade vid midjan. Detta gav mansdräkten en snäv och figurnära silhuett. 
Från 1770-talet blev också det "engelska modet" populärt. Detta var ett alternativt, bekvämare och förenklat vardagsmode, med mjuk helknäppt rock utan dekorationer. Det engelska modet slog igenom helt för män under 1780-talet, samtidigt som klassicismens chemiseklänning slog igenom för kvinnor. Herrmodet blev därefter gradvis både enklare och mörkare till färgen än kvinnornas. 

### Hår och huvudbonad
Modet med hårpiska var modernt under nästan hela seklet efter 1720. Till skillnad från hur det varit under allongemodets tid var den nya frisyren möjlig att åstadkomma med ens naturliga hår, och män behövde därför inte nödvändigtvis raka av sig håret och köpa en peruk, utan kunde pudra och frisera sitt eget hår. Att bära peruk var dock fortfarande vanligt. 
Under 1770-talet blev det för män liksom för kvinnor modernt att pudra håret vitt och bygga upp det på höjden. Mäns frisyrer byggdes inte upp fullt lika högt som kvinnors, och de blev heller inte dekorerade som deras, men även deras frisyrer puffades nu upp mycket högt. De höga frisyrerna blev omoderna under 1780-talet, både för kvinnor och för män. Även under 1780-talet följdes mäns och kvinnors frisyrmode åt. Håret friserades nu i en fluffig frisyr som ramade in ansiktet, pudrades med allt mer naturliga färger och till slut inte alls. Under 1780-talet var peruker inte längre moderna. 
Män bar under seklet den trekantiga trekornshatten, vars höjd och brätten varierade med modets skiften. Under 1770-talet innebar det höga frisyrmodet att hatten endast bars under armen, då det ingick i hälsningsritualen att svepa med den. Under 1780-talet, när frisyrmodet gjorde det möjligt att bära hatten på huvudet igen, började även andra hattar bli moderna. Det engelska modet kom nu med en mjuk hatt utan uppfästa brätten. 

### Bildgalleri

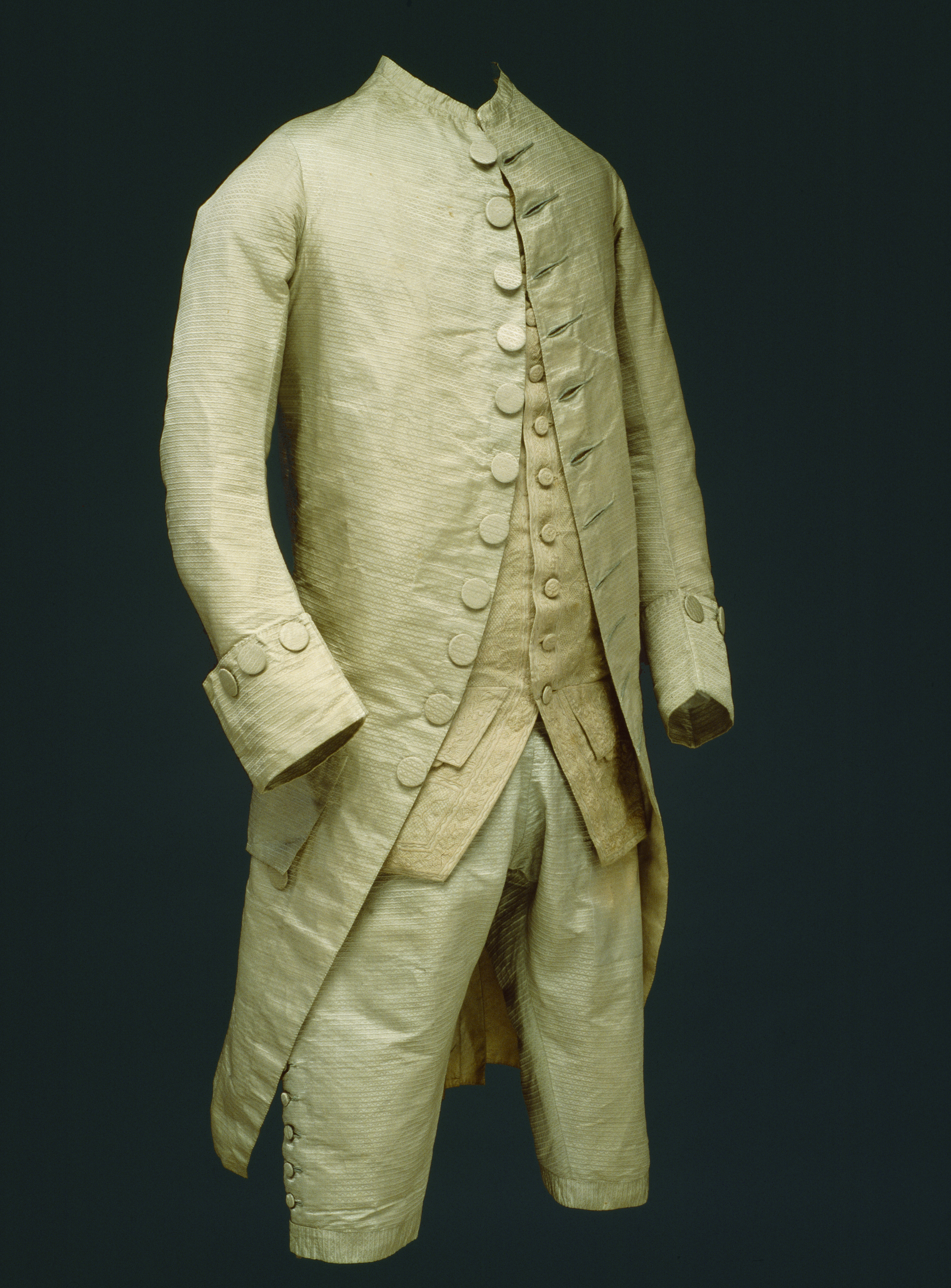
Gustav III:s celadondräkt, 1777.
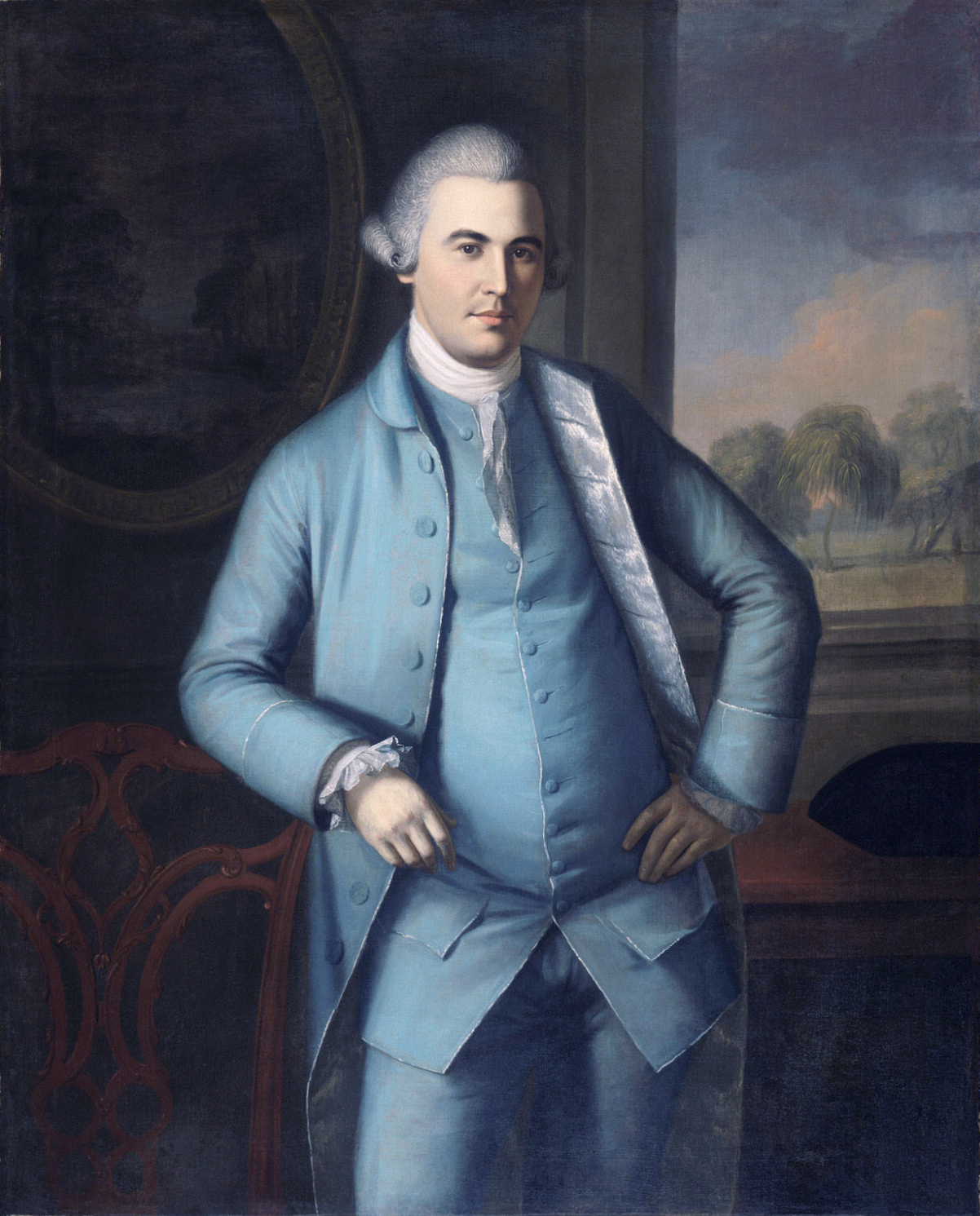
Överste Lambert Cadwalader (1743–1823), av Charles Willson Peale (1741–1827).
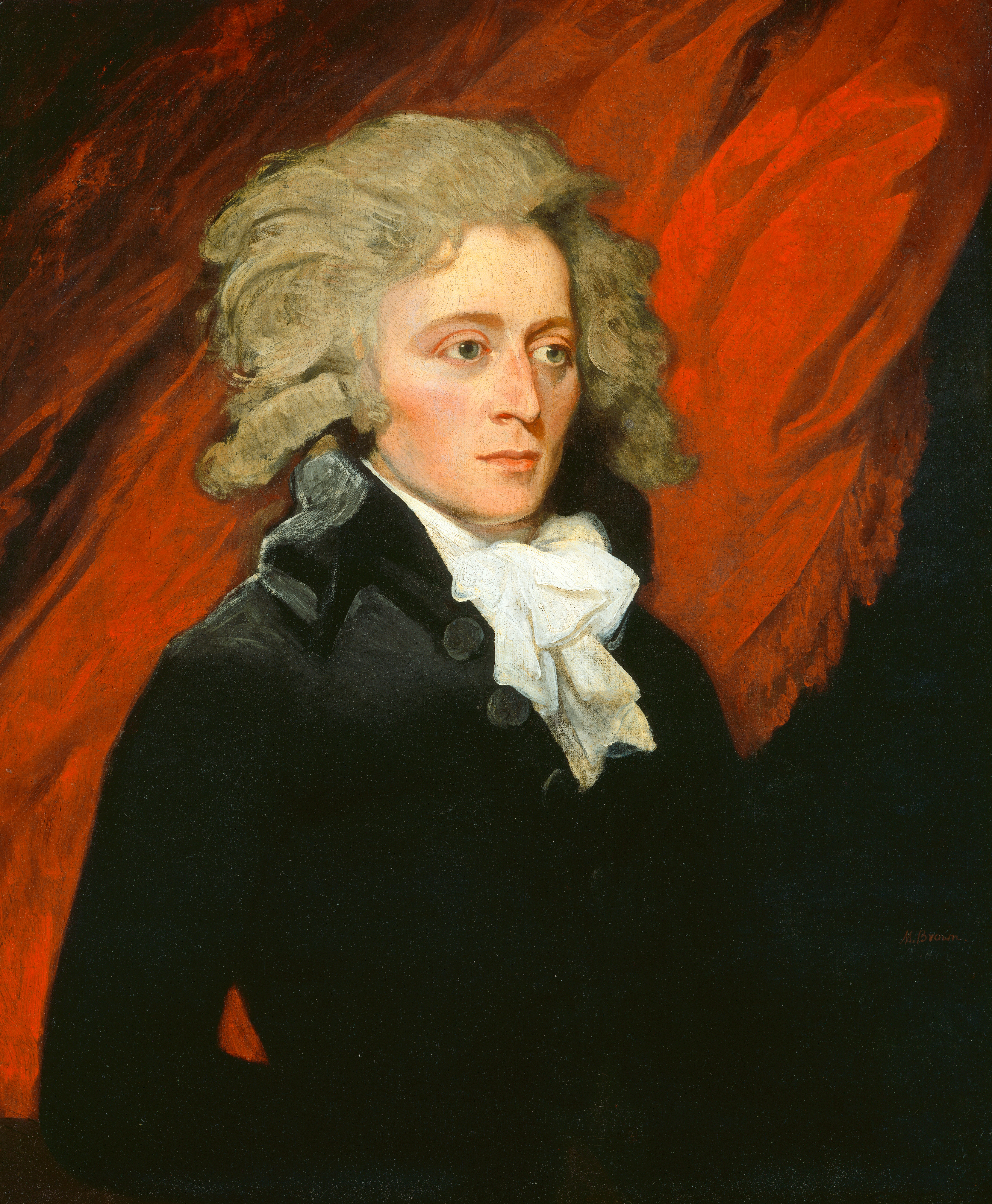
William Vans Murray.
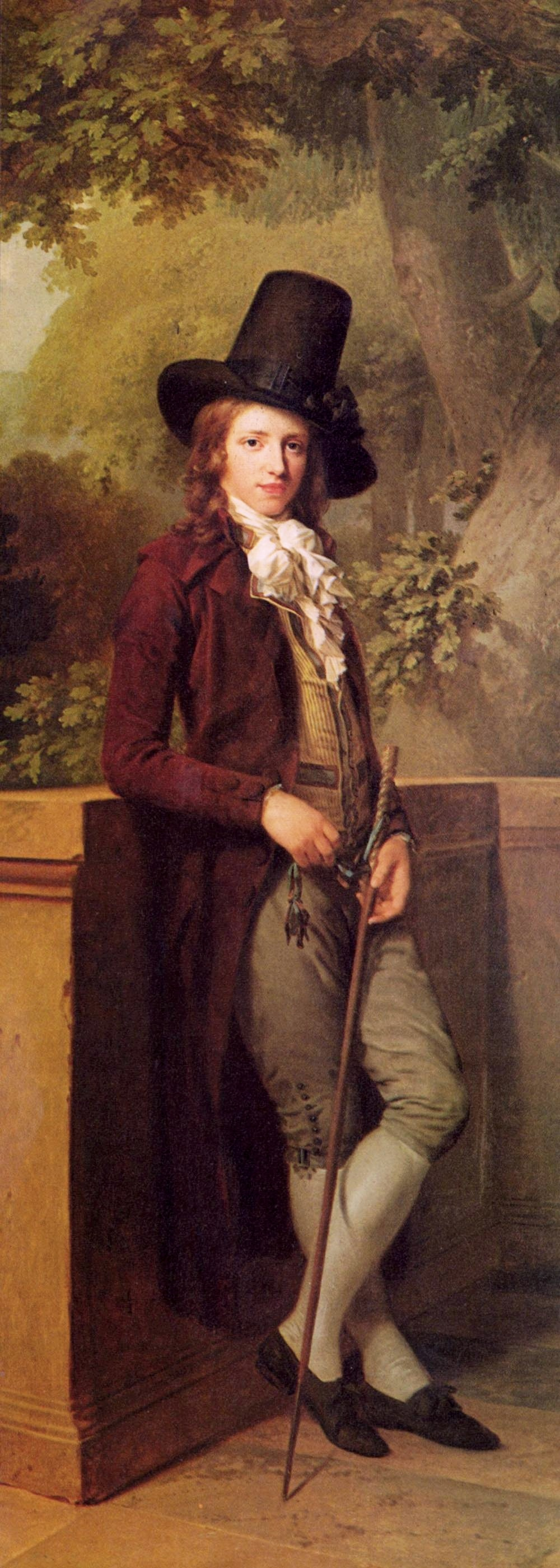
Johann Friedrich August Tischbein.

### Övriga källor
- Kybalova, L. (1969). Den stora modeboken Folket i bilds förlag, Stockholm
- Broby-Johansen, R. 1900-1987. - Kropp och kläder : [klädedräktens konsthistoria] / R. Broby-Johansen ; [övers.: Herbert Friedländer ; teckningar: Ebbe Sunesen] ; [dräkttermerna granskade av Björn Hallerdt].. - 1978 - 2., utök. uppl., 2. tr. ISBN 9129505976
- Gorsline, Douglas (1993[1952]). A history of fashion: a visual survey of costume from ancient times. London: Batsford
- Brown, Carolina (1991). Mode: klädedräktens historia genom fem sekler. Stockholm: Rabén & Sjögren
- Brown, Carolina (2005). Skönhetens mask ur den kroppsliga skönhetens historia. Enskede: TPB
- Jacobson, Maja (2009). Färgen gör människan: om färg, kläder och identitet från antiken till våra dagar. Stockholm: Carlsson
- Tydén-Jordan, Astrid (red.) (1987). Kungligt klädd, kungligt mode. Stockholm: Bergh